# Затишшя (Подільський район)
Зати́шшя — село Куяльницької сільської громади в Подільському районі Одеської області, Україна. Населення становить 174 осіб.

## Історія
12 червня 2020 року, відповідно до Розпорядження Кабінету Міністрів України від № 724-р «Про визначення адміністративних центрів та затвердження територій територіальних громад Одеської області», увійшло до складу Куяльницької сільської територіальної громади.
19 липня 2020 року, в результаті адміністративно-територіальної реформи і ліквідації Подільського району (1923-2020), село увійшло до складу новоутвореного Подільського району Одеської області.

## Населення
Згідно з переписом УРСР 1989 року чисельність наявного населення села становила 162 особи, з яких 70 чоловіків та 92 жінки.
За переписом населення України 2001 року в селі мешкали 164 особи.

### Мова
Розподіл населення за рідною мовою за даними перепису 2001 року:
| Мова       | Відсоток |
| ---------- | -------- |
| українська | 91,38 %  |
| молдовська | 6,32 %   |
| російська  | 1,72 %   |
| інші       | 0,58 %   |